# Никифоров, Дмитрий Семёнович
Дми́трий Семёнович Ники́форов (4 марта 1917 — 3 декабря 1993) — советский дипломат, Чрезвычайный и полномочный посол.

## Биография
Член ВКП(б). Окончил Ленинградский кораблестроительный институт в 1940 году. На дипломатической работе с 1946 года.
- В 1946—1947 годах — сотрудник центрального аппарата МИД СССР.
- В 1947—1951 годах — третий, второй, первый секретарь I Европейского отдела МИД СССР.
- В 1952—1956 годах — сотрудник посольства СССР во Франции.
- В 1956—1958 годах — первый секретарь, затем советник I Европейского отдела МИД СССР
- В 1958—1962 годах — заместитель заведующего Протокольным отделом МИД СССР.
- С 8 октября 1962 по 6 мая 1966 года — чрезвычайный и полномочный посол СССР в Ливане[1].
- В 1966—1968 годах — заместитель заведующего Отделом МИД СССР.
- С 13 апреля 1968 по 13 апреля 1968 года — чрезвычайный и полномочный посол СССР в Сенегале и Гамбии по совместительству[2][3].
- В 1973—1986 годах — заведующий Протокольным отделом МИД СССР.
- В 1980—1986 годах — член Коллегии МИД СССР.

Похоронен на Троекуровском кладбище.

## Награды
- Медаль «За боевые заслуги» (11 сентября 1942)
- Медаль «За оборону Ленинграда»
- Орден «Знак Почёта» (31 декабря 1966)
- Орден Трудового Красного Знамени (22 октября 1971, 1977)[5]
- Орден Дружбы народов (1981)

## Публикации
- «Дипломатический протокол в СССР» (1988, в соавторстве с А. Ф. Борунковым)